# Josip Kokail
Josip Kokail,  slovenski politik, ljubljanski župan.
Josip Kokail je med letoma 1781 in 1786 deloval v Radovljici, nato je postal tajnik na ljubljanskem magistratu, naslednje leto pa je postal sodnik. Šele leta 1788 je postal ljubljanski meščan.
Župan Ljubljane je bil med letoma 1797 in 1812. V tedanjem času je bilo županstvo dosmrtna funkcija, vendar pa je župan zaradi spremembe zakonodaje v času Ilirskih provinc prenehal dobivati plačo. Ker se ni mogel preživljati, je mesto prepustil Antonu Codelliju. 